# Троїцьке
Тро́їцьке (до 1815 — Кальнівка, в 1815—1897 роках — Новотроїцьке) — селище в Україні, адміністративний центр однойменної селищної громади Сватівського району Луганської області.

## Історія
Початкова назва — хутір Микитин, яка походить від імені першопоселенця. Згодом, на хутір переїхали зі слободи Уразової жити 5 сімей, які походили від спільного предка Калини. Усі члени цих родин носили прізвиська Кальні. Звідси пішла нова назва хутора — Кальнівка (Калинівка).
У 1815 році на хуторі зведено церкву св. Трійці (через п'ять років її замінили кам'яною). Від назви церкви виникла нова назва хутора — слобода Новотроїцька.
Землі, на яких виникло поселення належали князю Олександру Голіцину. У 1808 році він запропонував мешканцям викупити землю. Оскільки власних коштів було мало, то довелось брати кредит у Державному банку і потім протягом тривалого часу виплачувати його. Через це багато кальнівців були змушені виїжджати на заробітки (чумакування), у першу чергу на Дон. У 1831—1833 та 1846—1847 роках Новотроїцьку слободу вразила сильна посуха. Селяни настільки збідніли, що відмовились платити оброчні до банку й вислали ходоків до Петербурга із проханням про звільнення від платежу. Та з'ясувалось, що вони вже внесли всю належну суму. Тож за розпорядженням палати державного майна від 2 вересня 1848 р. мешканці слободи віднесені до категорії державних селян.
1844 року у Кальнівці відкрився перший навчальний заклад — так зване громадське училище, першими учителями у якому були Андріян Шовський та Йоан Єфимовський. Протягом 1853—1859 років школа не працювала. У відновленому навчальному закладі учителями були священники Павло Путілін та Яків Васильєв.
У 1912 році Троїцька слобода отримала земську лікарню на 12 ліжок і приватну аптеку.
9 травня 1926 року Троїцька слобода, населена переважно українцями, у складі Валуйського повіту Воронізької губернії увійшла до складу Куп'янської округи Української РСР. Село стало центром Троїцького району.
Село Циганівка (є частиною сучасного Троїцького) постраждало внаслідок геноциду українського народу, вчиненого урядом СРСР у 1932—1933 роках, кількість встановлених жертв — 150 осіб.
Під час другої світової війни загинуло 495 мешканців села.
На початку березня 2022 року, під час російського вторгнення селище було тимчасово окуповано російськими військами.

## Освіта та культура
З 2016 року працює Троїцький історико-краєзнавчий музей «Витоки».

## ЗМІ
Троїцьке.City — міське інтернет-видання, запущене влітку 2018 року колективом газети «Сельская новь» та Агенцією розвитку локальних медіа «Або».

## Населення

### Чисельність
| 1939    | 1959    | 1970    | 1979    | 1989    | 2001    | 2003    |
| ------- | ------- | ------- | ------- | ------- | ------- | ------- |
| 3 724   | ▲ 5 348 | ▲ 7 112 | ▲ 7 492 | ▲ 8 326 | ▲ 8 488 | ▼ 8 419 |
| 2004    | 2005    | 2006    | 2007    | 2008    | 2009    | 2010    |
| ▼ 8 386 | ▼ 8 241 | ▼ 8 190 | ▬ 8 158 | ▼ 8 066 | ▼ 7 983 | ▲ 8 020 |
| 2011    | 2012    | 2013    | 2014    | 2015    | 2016    | 2017    |
| ▼ 7 975 | ▼ 7 919 | ▬ 7 906 | ▼ 7 816 | ▼ 7 778 | ▼ 7 704 | ▼ 7 582 |
| 2018    | 2019    | 2020    | 2021    | 2022    |         |         |
| ▼ 7 445 | ▼ 7 386 | ▼ 7 307 | ▼ 7 241 | ▼ 7 144 |         |         |

### Мова
Розподіл населення за рідною мовою за даними перепису 2001 року:
| Мова            | Кількість | Відсоток |
| --------------- | --------- | -------- |
| українська      | 6068      | 72.36%   |
| російська       | 2307      | 27.51%   |
| вірменська      | 5         | 0.06%    |
| білоруська      | 1         | 0.01%    |
| інші/не вказали | 5         | 0.06%    |
| Усього          | 8386      | 100%     |

## Відомі люди
У смт народився український композитор Павло Аєдоницький та український художник Богдан Єрмаков.